# Palmodes parvulus
Palmodes parvulus là một loài côn trùng cánh màng trong họ Sphecidae, thuộc chi Palmodes. Loài này được Roth in de Beaumont miêu tả khoa học đầu tiên năm 1967.